# Топкаїн
Топкаї́н (каз. Топқайың) — село у складі Катон-Карагайського району Східноказахстанської області Казахстану. Входить до складу Белкарагайського сільського округу.
Населення — 412 осіб (2021; 756 у 2009, 911 у 1999, 958 у 1989).
Національний склад станом на 1989 рік:
- казахи — 100 %